# Guldantennen
Guldantennen var Sveriges Televisions och Fria filmares stora pris till independentfilm och instiftades 1981.

## Pristagare i urval
- 1981: Dubbelstötarna av Pelle Berglund[2]
- 1982: Uppdrag Skomakarligan av Staffan Hildebrand
- 1985: Skrotnisse och hans vänner av Jan Lööf och Lars-Åke Kylén
- 1986  Seppan av Agneta Fagerström-Olsson
- 1989: Dårfinkar & dönickar av Rumle Hammerich
- 1992: Undergångens arkitektur av Peter Cohen[1]
- 1993: Pattaya – rum 552 av Allan Russel och Simon Jon Andreasen[1]
- 1994: Lindbergs höga visa av Peter Berggren[3]
- 1999: Hitta hem av Tove Torbiörnsson[4]